# Energia sustentável
A energia é sustentável se "atender às necessidades do presente sem comprometer a capacidade das gerações futuras de atenderem às suas próprias necessidades". A maioria das definições de energia sustentável inclui considerações de aspectos ambientais, como as emissões de gases de efeito estufa, e aspectos socioeconômicos, como a pobreza energética. Fontes de energia renovável, como energia eólica, hidrelétrica, solar e geotérmica são geralmente muito mais sustentáveis do que as fontes de combustíveis fósseis. No entanto, alguns projetos de energia renovável, como o desmatamento de florestas para a produção de biocombustíveis, podem causar graves danos ambientais. O papel das fontes de energia não renováveis na energia sustentável tem sido controverso. A energia nuclear é uma fonte de baixo carbono cujas taxas de mortalidade históricas são comparáveis às eólica e solar, mas sua sustentabilidade tem sido debatida devido a preocupações com resíduos radioativos, proliferação nuclear e acidentes. A mudança do carvão para o gás natural traz benefícios ambientais, incluindo um menor impacto climático, mas pode levar a um atraso na mudança para opções mais sustentáveis. A captura e armazenamento de carbono podem ser incorporados em usinas de energia para remover suas emissões de dióxido de carbono (CO2), mas são caros e raramente são implementados.
Os combustíveis fósseis fornecem 85% do consumo mundial de energia e o sistema energético é responsável por 76% das emissões globais de gases de efeito estufa. Cerca de 790 milhões de pessoas nos países em desenvolvimento não têm acesso à eletricidade e 2,6 bilhões dependem de combustíveis poluentes como madeira ou carvão para cozinhar. Reduzir as emissões de gases de efeito estufa para níveis consistentes com o Acordo de Paris de 2015 exigirá uma transformação em todo o sistema da forma como a energia é produzida, distribuída, armazenada e consumida. A queima de combustíveis fósseis e biomassa é um dos principais contribuintes para a poluição do ar, que causa cerca de sete milhões de mortes a cada ano. Portanto, a transição para um sistema de energia de baixo carbono teria fortes co-benefícios para a saúde humana. Existem caminhos para fornecer acesso universal à eletricidade e à cozinha limpa de maneira compatível com as metas climáticas, trazendo grandes benefícios econômicos e de saúde para os países em desenvolvimento.
Nos caminhos propostos de mitigação das mudanças climáticas que são compatíveis com a limitação do aquecimento global a 2 °C (3,6 °F), o mundo rapidamente elimina as usinas a carvão, produz mais eletricidade a partir de fontes limpas, como eólica e solar, e passa a usar electricidade em vez de combustíveis em setores como os transportes e o aquecimento dos edifícios. Para algumas tecnologias e processos de uso intensivo de energia que são difíceis de eletrificar, muitos caminhos descrevem um papel crescente para o combustível de hidrogênio produzido a partir de fontes de energia de baixa emissão. Para acomodar parcelas maiores de energia renovável variável, as redes elétricas exigem flexibilidade por meio de infraestrutura como armazenamento de energia. Para fazer reduções profundas nas emissões, infraestrutura e tecnologias que usam energia, como edifícios e sistemas de transporte, precisariam ser alteradas para usar formas limpas de energia e também para economizar energia. Algumas tecnologias críticas para eliminar as emissões de gases de efeito estufa relacionadas à energia ainda não estão maduras.
A energia eólica e solar gerou 8,5% da eletricidade mundial em 2019. Essa participação cresceu rapidamente, enquanto os custos caíram e a projeção é que continuem caindo. O Painel Intergovernamental sobre Mudanças Climáticas (PIMC) estima que 2,5% do produto interno bruto (PIB) mundial precisaria ser investido no sistema de energia a cada ano entre 2016 e 2035 para limitar o aquecimento global a 1,5 °C (2,7 °F). Políticas governamentais bem elaboradas que promovam a transformação do sistema de energia podem reduzir as emissões de gases de efeito estufa e melhorar a qualidade do ar. Em muitos casos, também aumentam a segurança energética. As abordagens políticas incluem precificação de carbono, padrões de portfólio renovável, eliminação gradual de subsídios a combustíveis fósseis, e o desenvolvimento de infraestrutura para apoiar a eletrificação e o transporte sustentável. O financiamento de pesquisa, desenvolvimento e demonstração de novas tecnologias de energia limpa também é um papel importante do governo.

#### Potência nuclear

Desde 1985, a proporção de eletricidade gerada a partir de fontes de baixo carbono aumentou apenas ligeiramente. Os avanços na implementação de energias renováveis foram em grande parte compensados pela diminuição da quota de energia nuclear.

## Definições e contexto

### Definições
A Comissão Brundtland das Nações Unidas descreveu o conceito de desenvolvimento sustentável, para o qual a energia é um componente fundamental, em seu relatório de 1987, Nosso Futuro Comum. Definiu o desenvolvimento sustentável como a satisfação das “necessidades do presente sem comprometer a capacidade das gerações futuras de satisfazerem as suas próprias necessidades”. Esta descrição do desenvolvimento sustentável tem sido referenciada em muitas definições e explicações de energia sustentável.
Não existe uma interpretação universalmente aceita de como o conceito de sustentabilidade se aplica à energia à escala global. As definições práticas de energia sustentável abrangem múltiplas dimensões da sustentabilidade, tais como as dimensões ambiental, económica e social. Historicamente, o conceito de desenvolvimento de energia sustentável tem se concentrado nas emissões e na segurança energética. Desde o início da década de 1990, o conceito foi alargado para abranger questões sociais e económicas mais amplas.
A dimensão ambiental da sustentabilidade inclui as emissões de gases do efeito estufa, os impactos na biodiversidade e nos ecossistemas, os resíduos perigosos e as emissões tóxicas, o consumo de água, e o esgotamento dos recursos não renováveis. Fontes de energia com baixo impacto ambiental são às vezes chamadas de energia verde ou energia limpa . A dimensão económica da sustentabilidade abrange o desenvolvimento económico, a utilização eficiente da energia e a segurança energética para garantir que cada país tem acesso constante a energia suficiente. As questões sociais incluem o acesso a energia acessível e fiável para todas as pessoas, os direitos dos trabalhadores e os direitos à terra.

### Impactos ambientais

As mortes causadas pelo uso de combustíveis fósseis (áreas de retângulos no gráfico) excedem em muito as resultantes da produção de energia sustentável (retângulos pouco visíveis no gráfico).

O atual sistema energético contribui para muitos problemas ambientais, incluindo mudanças climáticas, poluição do ar, perda de biodiversidade, liberação de toxinas no meio ambiente e escassez de água. Em 2019, 85% das necessidades energéticas do mundo eram satisfeitas pela queima de combustíveis fósseis. A produção e o consumo de energia são responsáveis por 76% das emissões anuais de gases com efeito de estufa causadas pelo homem em 2018. O Acordo Internacional de Paris de 2015 sobre as alterações climáticas visa limitar o aquecimento global a bem menos de 2 °C e de preferência a 1,5 °C; atingir este objetivo exigirá que as emissões sejam reduzidas o mais rapidamente possível e que se atinjam o valor líquido zero até meados do século.
A queima de combustíveis fósseis e de biomassa é uma importante fonte de poluição atmosférica, que causa cerca de 7 milhões de mortes por ano, sendo a maior carga de doenças atribuível observada em países de baixo e médio rendimento. A queima de combustíveis fósseis em usinas de energia, veículos e fábricas é a principal fonte de emissões que se combinam com o oxigênio na atmosfera para causar chuva ácida. A poluição atmosférica é a segunda principal causa de morte por doenças não infecciosas. Estima-se que 99% da população mundial vive com níveis de poluição atmosférica que excedem os limites recomendados pela Organização Mundial de Saúde.
Cozinhar com combustíveis poluentes, como madeira, esterco animal, carvão ou querosene, é responsável por quase toda a poluição do ar interno, causando cerca de 1,6 a 3,8 milhões de mortes anualmente, e também contribui significativamente para a poluição do ar exterior. Os efeitos na saúde concentram-se entre as mulheres, que são provavelmente responsáveis pela cozinha, e as crianças pequenas.
Os impactos ambientais vão além dos subprodutos da combustão. Os derrames de petróleo no mar prejudicam a vida marinha e podem causar incêndios que libertam emissões tóxicas. Cerca de 10% do uso global de água é destinado à produção de energia, principalmente para resfriamento em usinas de energia térmica. Em regiões secas, isso contribui para a escassez de água . A produção de bioenergia, a mineração e o processamento de carvão e a extracção de petróleo também requerem grandes quantidades de água. A colheita excessiva de madeira e outros materiais combustíveis para queima pode causar sérios danos ambientais locais, incluindo a desertificação.

### Objetivos de desenvolvimento sustentável

Mapa-múndi mostrando onde viviam as pessoas sem acesso à eletricidade em 2016⁠—principalmente na África Subsaariana e no subcontinente indiano

Satisfazer as necessidades energéticas actuais e futuras de forma sustentável constitui um desafio crítico para o objectivo global de limitar as alterações climáticas, mantendo simultaneamente o crescimento económico e permitindo a melhoria dos padrões de vida. A energia fiável e acessível, especialmente a electricidade, é essencial para os cuidados de saúde, a educação e o desenvolvimento económico. Em 2020, 790 milhões de pessoas nos países em desenvolvimento não têm acesso à eletricidade e cerca de 2,6 bilhões de pessoas dependem da queima de combustíveis poluentes para cozinhar.
Melhorar o acesso à energia nos países menos desenvolvidos e tornar a energia mais limpa são essenciais para atingir a maioria dos Objetivos de Desenvolvimento Sustentável das Nações Unidas para 2030, que abrangem questões que vão desde a ação climática até à igualdade de gênero. O Objctivo de Desenvolvimento Sustentável 7 apela ao “acesso a energia acessível, fiável, sustentável e moderna para todos”, incluindo o acesso universal à electricidade e a instalações de cozinha limpas até 2030.

## Conservação de energia

O uso global de energia é altamente desigual. Os países de rendimento elevado, como os Estados Unidos e o Canadá, consomem 100 vezes mais energia per capita do que alguns dos países menos desenvolvidos de África.

A eficiência energética — utilizar menos energia para fornecer os mesmos bens ou serviços, ou fornecer serviços comparáveis com menos bens — é uma pedra angular de muitas estratégias de energia sustentável. A Agência Internacional de Energia (AIE) estimou que o aumento da eficiência energética poderia atingir 40% das reduções de emissões de gases do efeito estufa necessárias para cumprir os objetivos do Acordo de Paris.
A energia pode ser conservada aumentando a eficiência técnica de aparelhos, veículos, processos industriais e edifícios. Outra abordagem é usar menos materiais cuja produção exige muita energia, por exemplo, por meio de melhor design de construção e reciclagem. Mudanças comportamentais, como a utilização de videoconferências em vez de voos de negócios, ou a realização de viagens urbanas de bicicleta, a pé ou de transportes públicos em vez de automóvel, são outras formas de conservar energia. As políticas governamentais para melhorar a eficiência podem incluir códigos de construção, padrões de desempenho, preços de carbono e o desenvolvimento de infraestruturas energeticamente eficientes para encorajar mudanças nos modos de transporte.
A intensidade energética da economia global (a quantidade de energia consumida por unidade do produto interno bruto (PIB)) é um indicador aproximado da eficiência energética da produção económica. Em 2010, a intensidade energética global foi de 5,6 megajoules por dólar americano do PIB. Os objetivos das Nações Unidas preveem uma redução da intensidade energética de 2,6% ao ano entre 2010 e 2030. Nos últimos anos, essa meta não foi atingida. Por exemplo, entre 2017 e 2018, a intensidade energética diminuiu apenas 1,1%.
As melhorias de eficiência conduzem frequentemente a um efeito de ricochete em que os consumidores utilizam o dinheiro que poupam para comprar bens e serviços com maior consumo de energia. Por exemplo, as recentes melhorias na eficiência técnica nos transportes e nos edifícios foram largamente compensadas pelas tendências no comportamento do consumidor, como a escolha de veículos e casas maiores.

### Fontes de energia renováveis

O investimento em energia limpa beneficiou da recuperação económica pós-pandemia, de uma crise energética global que envolveu preços elevados dos combustíveis fósseis e de um crescente apoio político em várias nações.

#### Solar

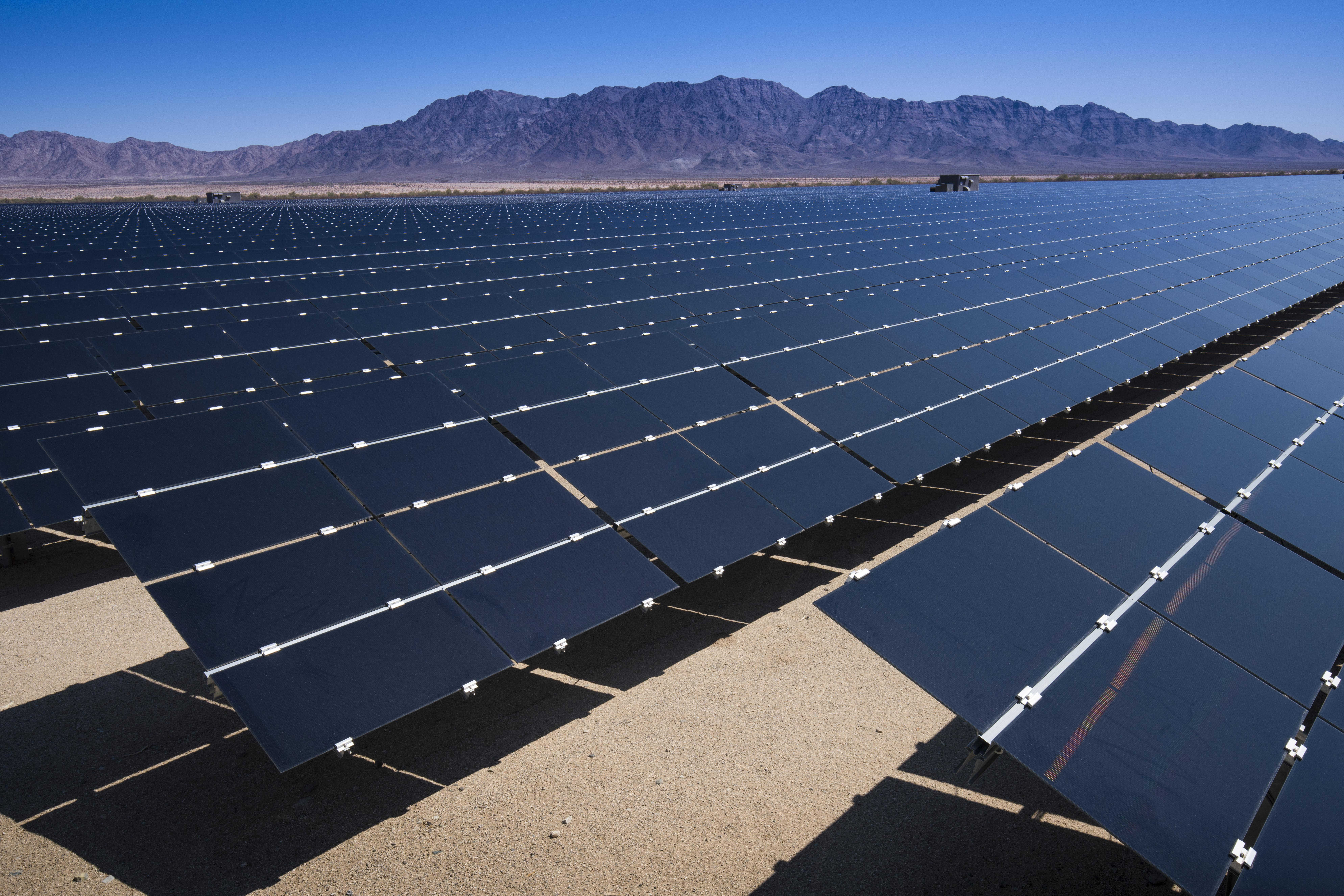
Uma estação de energia fotovoltaica na Califórnia, Estados Unidos

#### Energia eólica

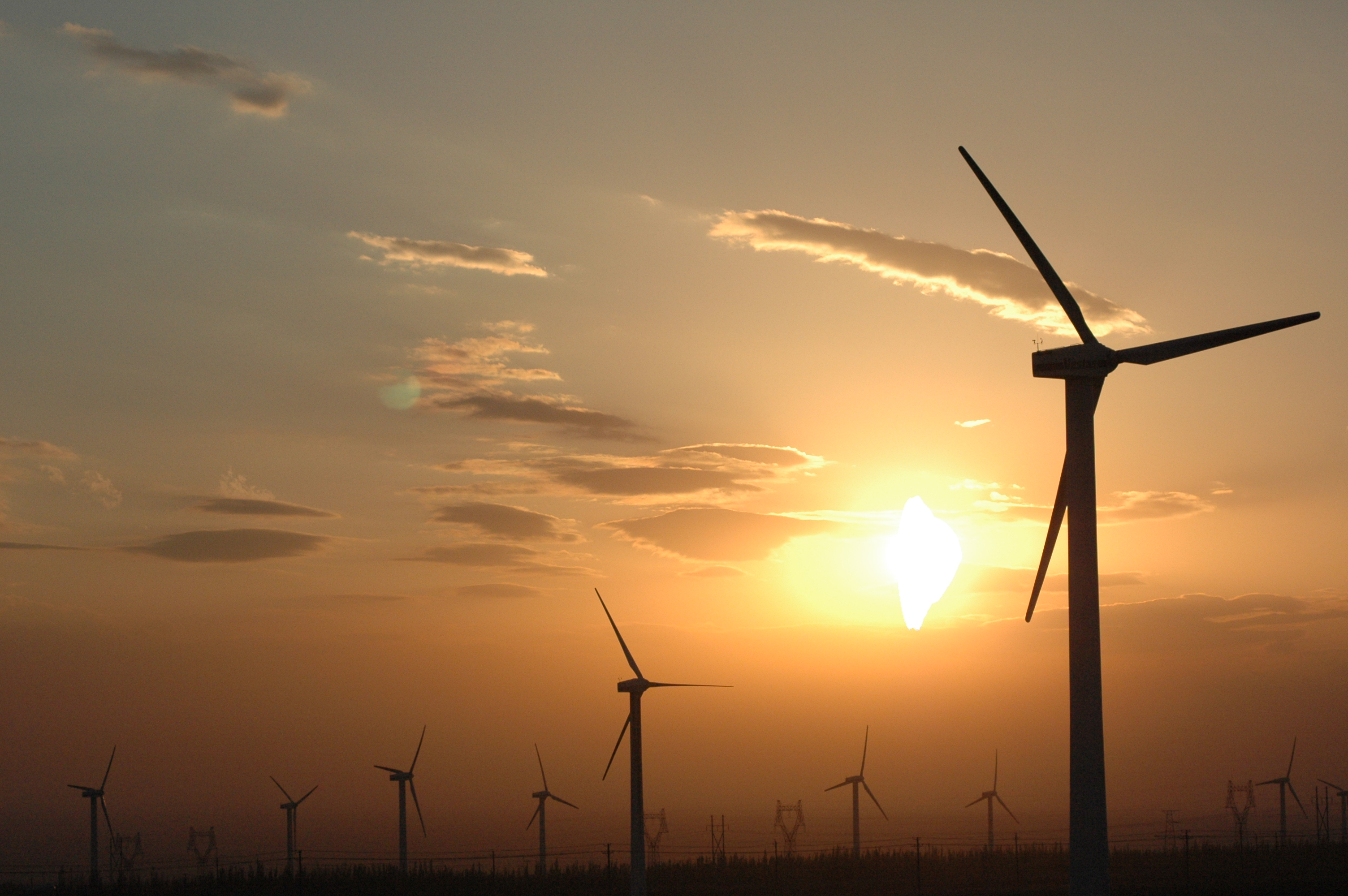
Turbinas eólicas em Xinjiang, China

#### Geotérmica

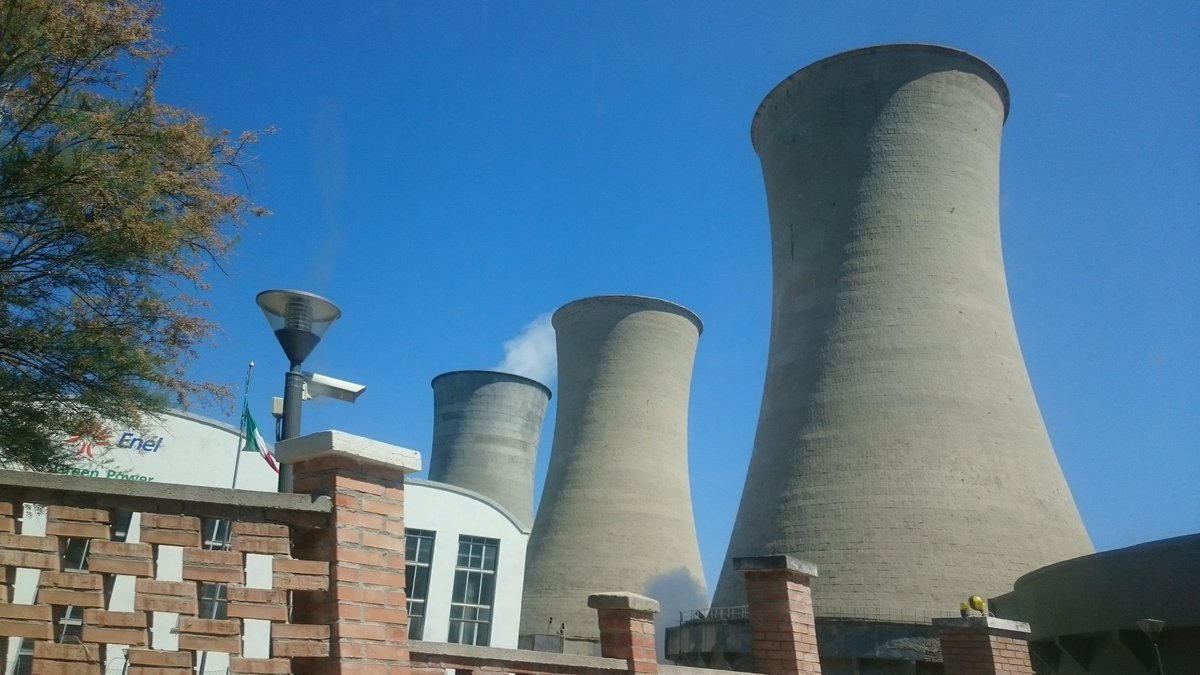
Torres de resfriamento em uma usina geotérmica em Larderello, Itália